# Куинагак (аэропорт)
Аэропорт Куинагак (англ. Quinhagak Airport), (ИАТА: KWN, ИКАО: PAQH, FAA LID: AQH) — коммерческий гражданский аэропорт, расположенный в 3,7 километрах к востоку от центрального делового района города Куинагак (Аляска), США.

## Операционная деятельность
Аэропорт Куинагак занимает площадь в 50 гектар, расположен на высоте 13 метров над уровнем моря и эксплуатирует одну взлётно-посадочную полосу:
- 12/30 размерами 1219 x 23 метров с гравийным покрытием.